# Banu Qasi
Banu Qasi, Banu Kasi ili  Beni Casi (arapski: بنو قسي or بني قسي‎, što znači "sinovi" ili "nasljednici Kasija") ili Banu Musa bili su baskijska Muladi (muslimanska) dinastija koja je u 9. stoljeću vladala gornjim tokom rijeke Ebro prije nego što su je uništili suparnički muslimanski klanovi.
Osnivač dinastije je bio hispano-rimski ili vizigotski velmoža po imenu Kasije (Cassius)  koji se godine 714. za vrijeme omejadskog osvajanja Iberijskog poluotoka preobratio na islam. Nakon preobraćenja je osobno putovao u Damask kako bi se poklonio tamošnjem kalifu Al-Validu i od njega je dobio vlast nad oblašću gornjeg toka Ebra. Za Kasija i njegove nasljednike je bilo karakteristično da su zadržali bliske veze sa svojim kršćanskim sunarodnjacima i susjedima, te da su često sklapali brakove s njihovim vladarskim kućama te ulazili u političke i vojne saveze. Dinastija Banu Qasi je u tom smislu bila poluneovisna klijentska država Omejadskog Kalifata, a potom omejadskih emira i kalifa u Al-Andalusu, koji su imali problema svojim klijentima nametati vlast. Glavni neprijatelji Banu Qasija su, pak, bili Franci sa sjevera, kao i Kraljevina Asturija sa zapada. Dinastija je svoj vrhunac imala u 9. stoljeću, ali je 928. uništena od suparničke dinastije Tujibida. Sjedište države je bilo u gradu Tudela na jugu današnje Navare.

## Vodstvo klana Banu Qasi
Sljedeće ličnosti u dokumentima navode kao vođe klana Banu Qasi (u kurzivu su navedene ličnosti za koje povezanost s porodicom nije jasna/pouzdana):
- Cassius (Kasije), fl. 714
  - Abu Taur, Wali od Huesce, fl. 778, možda Kasijev sin
- Musa ibn Fortun, (možda ubijen 788), Kasijev unuk
  - Mutarrif ibn Musa, ubijen godine 799., možda sin Musa ibn Fortuna
  - Fortun ibn Musa, ubijen u pobuni 801, možda sin Musa ibn Fortuna, a možda ista ličnost
- Musa ibn Musa, u. 862, sin Muse ibn Fortuna
- Lubb ibn Musa,  godine875, sin Muse ibn Muse
- Isma‘il ibn Musa, zajednički vođa do 882, u. 889, sin Muse ibn Muse
- Muhammad ibn Lubb, zajednički vođa do 882, potom jedini vođa,  godine 899, sin Lubba ibn Muse
- Lubb ibn Muhammad,  godine 907, sin Muhammada ibn Lubba
- Abd Allah ibn Muhammad, godine 915., sin Muhammada ibn Lubba

(borba za nasljedstvo između Mutarrif ibn Muhammada i Muhammad ibn Abd Allaha, 915. – 916.)
- Muhammad ibn Abd Allah, godine 923., sin Abd Allah ibn Muhammada
- Muhammad ibn Lubb, godine 929., sin Lubb ibn Muhammada

(kraj dinastije)